# Арестов, Виталий Владимирович
Виталий Владимирович Арестов (16 июля 1943, с. Большой Карай, Романовский район, Саратовская область) — доктор физико-математических наук, профессор, автор множества научных публикаций. С 1970 года преподавал в Уральском федеральном университете, с 1991 года заведует кафедрой математического анализа и теории функций. Подготовил шесть кандидатов наук, двое из них защитили докторские диссертации. Является членом правления Уральского математического общества. С 2007 по 2009 год был его председателем. С 1998 по 2003 год приобретал государственную научную стипендию для выдающихся ученых России.

## Биография
Родился Виталий Владимирович 16 июля 1943 года в Большом Карае Саратовской области. В 1965 году окончил Саратовский государственный университет имени Н. Г. Чернышевского по специальности «Математика» и аспирантуру при Математическом институте имени В. А. Стеклова АН СССР. С 1968 года работает в Институте математики и механики имени Н. Н. Красовского УрО РАН. Является учеником профессора С. Б. Стечкина.
С 1970 года преподавал в УФУ, с 1991 года заведует кафедрой математического анализа и теории функций. Приобрёл важные результаты по экстремальным свойствам полиномов, среди них решение задачи о наименьшей константе в неравенстве Бернштейна для тригонометрических полиномов в пространстве Lp, 0 ≤ p < 1. Для исследования этой задачи Виталием Владимировичем был создан метод, который породил ряд новых исследований и результатов. Интенсивно занимается исследованием экстремальных задач для положительно определенных функций на многообразиях. В частности, совместно с А. Г. Бабенко им решена задача Дельсарта, связанная с проблемой контактного числа четырехмерного евклидова пространства, а совместно с Е. Е. Бердышевой решена задача Турана для положительно определенных функций с носителем в выпуклом многограннике, сдвиги которого покрывают евклидово пространство. Научные исследования В. В. Арестова были поддержаны грантом ИНТАС и рядом грантов Российского фонда фундаментальных исследований.
Является автором множества научных публикаций. Подготовил шесть кандидатов наук, двое из них защитили докторские диссертации. Является председателем диссертационного совета по защите докторских диссертаций при Уральском университете и членом диссертационного совета по защите докторских диссертаций при Институте математики и механики УрО РАН. Более двадцати лет входил в состав редколлегии журнала РАН «Математические заметки»; в настоящее время является членом редколлегии международного журнала «East Journal on Approximations» и журнала «Известия Уральского государственного университета» (серия «Математика, механика, информатика»).
Является членом правления Уральского математического общества. С 2007 по 2009 год был его председателем. С 1998 по 2003 год приобретал государственную научную стипендию для выдающихся ученых России. Награжден медалью «За трудовую доблесть» в 1975 году, Почетной грамотой Министерства образования Российской Федерации в 2002 году, нагрудным знаком «Почетный работник высшего профессионального образования Российской Федерации» в 2006 году.

## Основные труды
- Arestov, V.; Babenko, A.; Deikalova, M.; Horváth, Á. Nikol’skii inequality between the uniform norm and integral norm with Bessel weight for entire functions of exponential type on the half-line. (English) Zbl 06865435 Anal. Math. 44, No. 1, 21-42 (2018). MSC: 41A17
- Arestov, Vitalii; Deikalova, Marina; Horváth, Ágota On Nikol’skii type inequality between the uniform norm and the integral $q$-norm with Laguerre weight of algebraic polynomials on the half-line. q-norm with Laguerre weight of algebraic polynomials on the half-line. (English) Zbl 1375.41006 J. Approx. Theory 222, 40-54 (2017). Reviewer: Klaus Schiefermayr (Wels) MSC: 41A17
- Arestov, Vitalii V.; Deikalova, Marina V. Jacobi translation and the inequality of different metrics for algebraic polynomials on an interval. (English. Russian original) Zbl 1373.41005 Dokl. Math. 95, No. 1, 21-25 (2017); translation from Dokl. Akad. Nauk, Ross. Akad. Nauk 472, No. 3, 243—247 (2017). Reviewer: Alexei Lukashov (Saratov) MSC: 41A17
- Arestov, V.; Deikalova, M. Nikol’skii inequality between the uniform norm and $L_q$-norm with Jacobi weight of algebraic polynomials on an interval. Lq-norm with Jacobi weight of algebraic polynomials on an interval. (English) Zbl 1389.41013 Anal. Math. 42, No. 2, 91-120 (2016). MSC: 41A17
- Arestov, Vitalii V. On the best approximation of the differentiation operator. (English) Zbl 06920135 Ural Math. J. 1, No. 1, 20-29 (2015). MSC: 41 47
- Arestov, Vitalii; Deikalova, Marina Nikol’skii inequality between the uniform norm and Lq-norm with ultraspherical weight of algebraic polynomials on an interval. (English) Zbl 1329.41012 Comput. Methods Funct. Theory 15, No. 4, 689—708 (2015). MSC: 41A17
- Arestov, V. V.; Glazyrina, P. Yu. The Bernstein-Szegő inequality for fractional derivatives of trigonometric polynomials. (English. Russian original) Zbl 1332.26033 Proc. Steklov Inst. Math. 288, Suppl. 1, S13-S28 (2015); translation from Tr. Inst. Mat. Mekh. (Ekaterinburg) 20, No. 1, 17-31 (2014). Reviewer: James Adedayo Oguntuase (Abeokuta) MSC: 26D10 26A33 42A05
- Arestov, V. V.; Filatova, M. A. The best approximation of the differentiation operator by linear bounded operators in the space L2 on the semiaxis. (English. Russian original) Zbl 1308.47018 Dokl. Math. 90, No. 2, 592—595 (2014); translation from Dokl. Akad. Nauk, Ross. Akad. Nauk 457, No. 5, 503—506 (2014). Reviewer: T.S.S.R.K. Rao (Bangalore) MSC: 47A58 41A50
- Arestov, V. V.; Filatova, M. A. Approximation of the differentiation operator by linear bounded operators on the class of twice differentiable functions in the space L2(0,∞). (English. Russian original) Zbl 1307.47013 Proc. Steklov Inst. Math. 284, Suppl. 1, S24-S40 (2014); translation from Tr. Inst. Mat. Mekh. (Ekaterinburg) 18, No. 4, 35-50 (2012). Reviewer: Roshdi Khalil (Amman) MSC: 47A58
- Arestov, V. V.; Deikalova, M. V. Nikol’skii inequality for algebraic polynomials on a multidimensional Euclidean sphere. (English. Russian original) Zbl 1315.41003 Proc. Steklov Inst. Math. 284, Suppl. 1, S9-S23 (2014); translation from Tr. Inst. Mat. Mekh. (Ekaterinburg) 19, No. 2, 34-47 (2013). Reviewer: Yamilet del Carmen Quintana Mato (Caracas) MSC: 41A17
- Arestov, Vitalii; Filatova, Maria Best approximation of the differentiation operator in the space L2 on the semiaxis. (English) Zbl 1300.41015 J. Approx. Theory 187, 65-81 (2014). Reviewer: Costica Mustăţa (Cluj-Napoca) MSC: 41A35 41A30 41A50 41A65 46E10
- Arestov, V. V.; Filatova, M. A. Approximation of differentiation operator in the space L2 on semiaxis. (English. Russian original) Zbl 1284.41019 Russ. Math. 57, No. 5, 1-8 (2013); translation from Izv. Vyssh. Uchebn. Zaved., Mat. 2013, No. 5, 3-12 (2013). MSC: 41A50 41A35
- Arestov, Vitalii V.; Glazyrina, Polina Yu. Sharp integral inequalities for fractional derivatives of trigonometric polynomials. (English) Zbl 1273.26008 J. Approx. Theory 164, No. 11, 1501—1512 (2012). Reviewer: James Adedayo Oguntuase (Abeokuta) MSC: 26A33 42A05
- Arestov, V. V.; Glazyrina, P. Yu. Integral inequalities for algebraic and trigonometric polynomials. (English. Russian original) Zbl 1259.26024 Dokl. Math. 85, No. 1, 104—108 (2012); translation from Dokl. Akad. Nauk, Ross. Akad. Nauk 442, No. 6, 727—731 (2012). Reviewer: Wing-Sum Cheung (Hong Kong) MSC: 26D15
- Arestov, V. V.; Berdyshev, V. I.; Chernykh, N. I.; Demina, T. V.; Kholschevnikova, N. N.; Konyagin, S. V.; Subbotin, Yu. N.; Telyakovskii, S. A.; Tsar’kov, I. G.; Yudin, V. A. Exposition of the lectures by S. B. Stechkin on approximation theory. (English. Russian original) Zbl 1277.41001 Eurasian Math. J. 2, No. 4, 5-155 (2011). Reviewer: Daniel Cárdenas-Morales (Jaén) MSC: 41-01
- Arestov, V. V. Sharp inequalities for trigonometric polynomials with respect to integral functionals. (English. Russian original) Zbl 1254.42001 Proc. Steklov Inst. Math. 273, Suppl. 1, 21-36 (2011); translation from Tr. Inst. Mat. Mekh. (Ekaterinburg) 16, No. 4 (2010). Reviewer: Daniel Cárdenas-Morales (Jaén) MSC: 42A05
- Arestov, V. V. Algebraic polynomials least deviating from zero in measure on a segment. (Russian, English) Zbl 1224.41013 Ukr. Mat. Zh. 62, No. 3, 291—300 (2010); translation in Ukr. Math. J. 62, No. 3, 331—342 (2010). MSC: 41A10 42A10
- Arestov, Vitalii V.; Mendelev, Alexei S. Trigonometric polynomials of least deviation from zero in measure and related problems. (English) Zbl 1207.42001 J. Approx. Theory 162, No. 10, 1852—1878 (2010). Reviewer: Stamatis Koumandos (Nicosia) MSC: 42A05 42A10 41A50 41A46
- Arestov, V. V.; Mendelev, A. S. On trigonometric polynomials least deviating from zero. (English. Russian original) Zbl 1179.42002 Dokl. Math. 79, No. 2, 280—283 (2009); translation from Dokl. Akad. Nauk, Ross. Akad. Nauk 425, No. 6, 733—736 (2009). Reviewer: Leonid Golinskii (Kharkov) MSC: 42A10 41A10
- Arestov, V. V.; Vasin, V. V. International conference «Algoritmic analysis of unstable problems». (Russian) Zbl 1190.65003 Izv. Ural. Gos. Univ., Mat. Mekh. Inform. 58(11), 163—165 (2008). MSC: 65-06 35-06
- Arestov, V. V. Bernstein and Szegö inequalities for trigonometric polynomials. (Russian. English summary) Zbl 1204.42003 Izv. Ural. Gos. Univ., Mat. Mekh. Inform. 58(11), 43-58 (2008). Reviewer: Leonid Golinskii (Kharkov) MSC: 42A05 42A50
- Strakhov, V. N.; Vasin, V. V.; Arestov, V. V.; Gurjanova, K. N.; Mel’nikova, I. V.; Shevrin, L. N. Ivanov Valentin Konstantinovich. (Russian) Zbl 1191.01055 Izv. Ural. Gos. Univ., Mat. Mekh. Inform. 58(11), 7-23 (2008). MSC: 01A70
- Strakhov, V. N.; Vasin, V. V.; Arestov, V. V.; Gur’yanova, K. N.; Mel’nikova, I. V.; Shevrin, L. N. Valentin Konstantinovich Ivanov (1908—1992). (English) Zbl 1147.01333 J. Inverse Ill-Posed Probl. 16, No. 6, 529—536 (2008). MSC: 01A70
- Arestov, V. V.; Berdyshev, V. I.; Besov, O. V.; Krasovskii, N. N.; Nikol’skii, S. M.; Novikov, S. I.; Osipov, Yu. S.; Telyakovskii, S. A.; Chernykh, N. I.; Shevaldin, V. T. Yurii Nikolaevich Subbotin (on his 70th birthday). (English. Russian original) Zbl 1197.01048 Russ. Math. Surv. 62, No. 2, 403—406 (2007); translation from Usp. Mat. Nauk 62, No. 2, 187—190 (2007). MSC: 01A70
- Arestov, V. V. The 60th anniversary of the calculus and function theory department. (Russian) Zbl 1189.01068 Izv. Ural. Gos. Univ. 44, Mat. Mekh. 9, 157—159 (2006). MSC: 01A74
- Arestov, Vitalii V.; Babenko, Alexander G. On the optimal point in Jackson’s inequality in L2(−∞,∞) with the second modulus of continuity. (English) Zbl 1113.41015 East J. Approx. 10, No. 1-2, 201—214 (2004). Reviewer: Spas Tashev MSC: 41A17 41A44
- Arestov, V. V.; Berdysheva, E. E.; Berens, H. On pointwise Turan’s problem for positive definite functions. (English) Zbl 1110.42301 East J. Approx. 9, No. 1, 31-42 (2003). MSC: 42A32 42A82
- Exact Jackson inequality in L2. (English) Zbl 1029.41006 Bojanov, B. D., Constructive theory of functions. Proceedings of the international conference, Varna, Bulgaria, June 19-23, 2002. Sofia: DARBA. 190—197 (2003). Reviewer: Daniel Cárdenas-Morales (Jaén) MSC: 41A17
- Arestov, V. V.; Berdysheva, E. E. The Turán problem for a class of polytopes. (English) Zbl 1331.42005 East J. Approx. 8, No. 3, 381—388 (2002). MSC: 42A38 41A63 52C22
- Arestov, Vitalii V.; Babenko, Alexander G. Continuity of the best constant in the Jackson inequality in L2 with respect to argument of modulus of continuity. (English) Zbl 1029.41007 Bojanov, B. D. (ed.), Approximation theory. A volume dedicated to Blagovest Sendov. Sofia: DARBA. 13-23 (2002). Reviewer: L.Leindler (Szeged) MSC: 41A17
- Arestov, V. V.; Berdysheva, E. E. Turán’s problem for positive definite functions with supports in a hexagon. (English) Zbl 1123.26300 Approximation theory: asymptotical expansions. Transl. from the Russian. Moscow: Maik Nauka/Interperiodica. Proceedings of the Steklov Institute of Mathematics 2001, Suppl. 1, S20-S29 (2001). MSC: 26B15 42B05 52B55
- Arestov, V. V.; Babenko, A. G.; Deikalova, M. V. The Delsarte problem connected with the spherical 1/3-code. (English. English summary) Zbl 1030.94050 Kovtunets, V. V. (ed.), Approximation theory and its applications. Proceedings of the international conference dedicated to the memory of Vladislav Kirillovich Dzyadyk held in Kiev, Ukraine, May 27-31, 1999. Kyïv: Instytut Matematyky NAN Ukraïny. Pr. Inst. Mat. Nats. Akad. Nauk Ukr., Mat. Zastos. 31, 33-48 (2000). Reviewer: A.M.Gomilko (Kyïv) MSC: 94B75 33C45 52A40
- Arestov, V. V.; Babenko, A. G. Estimates of the maximal value of angular code distance for 24 and 25 points on the unit sphere in \bbfR4. (English. Russian original) Zbl 1018.94039 Math. Notes 68, No. 4, 419—435 (2000); translation from Mat. Zametki 68, No. 4, 483—503 (2000). MSC: 94B75 52C17 94B65
- Arestov, Vitalii V. Connection of some extremal problems for functions of many variables. (English) Zbl 1009.41018 Madaune-Tort, Monique (ed.) et al., Proceedings of the 5th Zaragoza-Pau conference on applied mathematics and statistics, Jaca, Spain, September 15-16, 1997. Zaragoza: Universidad de Zaragoza. Publ. Semin. Mat. García de Galdeano, Serie II. 20, 101—108 (1999). MSC: 41A35 41A50 41A65
- The best approximation to a class of functions of several variables by another class and related extremum problems. (English. Russian original) Zbl 0921.41011 Math. Notes 64, No. 3, 279—294 (1998); translation from Mat. Zametki 64, No. 3, 323—340 (1998). MSC: 41A35
- Arestov, Vitalii V. Exact classical polynomial inequalities in Hp for 0≤p≤∞. (English) Zbl 0906.26007 Milovanović, G. V. (ed.), Recent progress in inequalities. Dedicated to Prof. Dragoslav S. Mitrinović. Dordrecht: Kluwer Academic Publishers. Math. Appl., Dordr. 430, 55-62 (1998). Reviewer: L.Leindler (Szeged) MSC: 26D05 26C05 42A05 41A44
- Arestov, V. V.; Babenko, A. G. On Delsarte scheme of estimating the contact numbers. (English. Russian original) Zbl 0927.52026 Proc. Steklov Inst. Math. 219, 36-65 (1997); translation from Tr. Mat. Inst. Steklova 219, 44-73 (1997). Reviewer: Jörg M.Wills (Siegen) MSC: 52C17 11H31
- Arestov, V. V.; Raevskaya, V. Yu. An extremal problem for algebraic polynomials with zero mean value on an interval. (English. Russian original) Zbl 0917.26012 Math. Notes 62, No. 3, 278—287 (1997); translation from Mat. Zametki 62, No. 3, 332—342 (1997). Reviewer: Jan Stankiewicz (Rzeszów) MSC: 26C05 26C10 30C10 30C15
- Arestov, V. V.; Berdyshev, V. I.; Subbotin, Yu. N.; Chernykh, I. I. S. B. Stechkin and the theory of approximation. (Russian) Zbl 1059.41500 Tr. Inst. Mat. Mekh. (Ekaterinburg) 4, 3-16 (1996). Reviewer: F. Smithies (MR1483928) MSC: 41-03 01A60 01A70 42-03
- Arestov, V. V. Approximation of unbounded operators by bounded operators and related extremal problems. (English. Russian original) Zbl 0947.41019 Russ. Math. Surv. 51, No. 6, 1093—1126 (1996); translation from Usp. Mat. Nauk 51, No. 6, 89-124 (1996). Reviewer: Zalman Rubinstein (Haifa) MSC: 41A50 41-02
- Arestov, V. V.; Gabushin, V. N. Best approximation of unbounded operators by bounded ones. (English. Russian original) Zbl 0856.41018 Russ. Math. 39, No. 11, 38-63 (1995); translation from Izv. Vyssh. Uchebn. Zaved., Mat. 1995, No. 11 (402), 42-68 (1995). Reviewer: Shi Ying-Guang (Beijing) MSC: 41A35 41A50
- Arestov, V. V.; Popov, V. Yu. Jackson inequalities on sphere in L2. (English. Russian original) Zbl 0860.41015 Russ. Math. 39, No. 8, 11-18 (1995); translation from Izv. Vyssh. Uchebn. Zaved., Mat. 1995, No. 8, 13-20 (1995). Reviewer: J.Štulc (Praha) MSC: 41A17
- Arestov, V. V. The Szegö inequality for derivatives of a conjugate trigonometric polynomial in L0. (English. Russian original) Zbl 0857.42001 Math. Notes 56, No. 6, 1216—1227 (1994); translation from Mat. Zametki 56, No. 6, 10-26 (1994). Reviewer: L.Leindler (Szeged) MSC: 42A05 42A50
- Arestov, V. V. Best approximation of translation invariant unbounded operators by bounded linear operators. (English. Russian original) Zbl 0827.41015 Stechin, S. B. (ed.) Proceedings of an All-Union school on the theory of functions. Proc. Steklov Inst. Math. 198, 1-16 (1994); translation from Tr. Mat. Inst. Steklova 198, 3-20 (1992). Reviewer: J.Štulc (Praha) MSC: 41A35 41A50 46E30
- Arestov, V. V. On some Szegö inequality for algebraic polynomials. (Russian. English summary) Zbl 0829.30002 Tr. Inst. Mat. Mekh. (Ekaterinburg) 2, 27-33 (1992). MSC: 30A10 30C10
- Arestov, V. V. On extremal properties of the nonnegative trigonometric polynomials. (Russian. English summary) Zbl 0815.42002 Tr. Inst. Mat. Mekh. (Ekaterinburg) 1, 50-70 (1992). MSC: 42A05 26D05
- Arestov, V. V. Integral inequalities for algebraic polynomials with a restriction on their zeros. (English) Zbl 0748.30005 Anal. Math. 17, No. 1, 11-20 (1991). Reviewer: D.W.Boyd (Vancouver) MSC: 30C10 42A16
- Arestov, V. V. Integral inequalities for algebraic polynomials on the unit circle. (English. Russian original) Zbl 0719.30005 Math. Notes 48, No. 4, 977—984 (1990); translation from Mat. Zametki 48, No. 4, 7-18 (1990). MSC: 30C10 26D05 26D15
- Arestov, V. V. Optimal recovery of operators, and related problems. (English. Russian original) Zbl 0716.41023 Proc. Steklov Inst. Math. 189, 1-20 (1990); translation from Tr. Mat. Inst. Steklova 189, 3-20 (1989). MSC: 41A36 41A65
- Arestov, V. V.; Kondrat’ev, V. P. Certain extremal problem for nonnegative trigonometric polynomials. (English. Russian original) Zbl 0715.42001 Math. Notes 47, No. 1, 10-20 (1990); translation from Mat. Zametki 47, No. 1, 15-28 (1990). MSC: 42A05
- Arestov, V. V. Integral inequalities for algebraic polynomial on the unit circle. (Russian) Zbl 0713.30006 Mat. Zametki 48, No. 4, 7-18 (1990). Reviewer: Z.Rubinstein MSC: 30C10 26D05 26D15
- Arestov, V. V.; Kondrat’ev, V. P. On an extremal problem for nonnegative trigonometric polynomials. (Russian) Zbl 0695.42001 Mat. Zametki 47, No. 1, 15-28 (1990). Reviewer: T.Šalát MSC: 42A05
- Arestov, V. V. Best approximation of unbounded by bounded operators, and allied problems. (English. Russian original) Zbl 0616.41024 Math. Notes 40, 655—663 (1986); translation from Mat. Zametki 40, No. 2, 269—285 (1986). Reviewer: R.Precup MSC: 41A50 41A36 41A17 41A65
- Arestov, V. V. Best approximation of the differentiation operator. (Russian) Zbl 0617.41038 Approximation of functions by polynomials and splines, Collect. Artic., Sverdlovsk 1985, 3-14 (1985). Reviewer: A.Kroo MSC: 41A36 41A50
- Arestov, V. V. Approximation of invariant operators. (English) Zbl 0624.41025 Math. Notes 34, 489—499 (1984). MSC: 41A36
- Arestov, V. V. Approximation of invariant operators. (Russian) Zbl 0595.41020 Mat. Zametki 34, No. 1, 9-24 (1983). Reviewer: A.-I.Lupaş (Sibiu) MSC: 41A36
- Arestov, V. V. On integral inequalities for trigonometric polynomials and their derivatives. (English. Russian original) Zbl 0538.42001 Math. USSR, Izv. 18, 1-18 (1982); translation from Izv. Akad. Nauk SSSR, Ser. Mat. 45, 3-22 (1981). Reviewer: P.Flor MSC: 42A05 26D05
- Arestov, V. V. On integral inequalities for trigonometric polynomials and their derivatives. (English. Russian original) Zbl 0517.42001 Math. USSR, Izv. 18, 1-17 (1982); translation from Izv. Akad. Nauk SSSR, Ser. Mat. 45, 3-22 (1981). MSC: 42A05
- Arestov, V. V.; Chernykh, A. I. On the L//2-approximation of periodic functions by trigonometric polynomials. (English) Zbl 0509.42003 Approximation and function spaces, Proc. int. Conf., Gdansk 1979, 25-43 (1981). MSC: 42A10 41A17
- Arestov, V. V. Approximation of operators of convolution type by bounded linear operators. (English) Zbl 0481.47006 Proc. Steklov Inst. Math. 145, 1-18 (1981). MSC: 47A55 41A44 41A35 41A65 42A85
- Arestov, V. V. Inequality of different metrics for trigonometric polynomials. (English) Zbl 0508.42001 Math. Notes 27, 265—269 (1980). MSC: 42A05
- Arestov, V. V. Über eine Ungleichung verschiedener Metriken für trigonometrische Polynome. (Russian) Zbl 0468.42001 Mat. Zametki 27, 539—547 (1980). MSC: 42A05
- Arestov, V. V. An approximation of operators of convolution type by means of linear bounded operators. (Russian) Zbl 0456.47015 Tr. Mat. Inst. Steklova 145, 3-19 (1980). MSC: 47A55 41A35 41A44 41A65
- Arestov, V. V. On inequalities of S. N. Bernstein for algebraic and trigonometric polynomials. (English. Russian original) Zbl 0433.41004 Sov. Math., Dokl. 20, 600—603 (1979); translation from Dokl. Akad. Nauk SSSR 246, 1289—1292 (1979). MSC: 41A17 42A10
- Arestov, V. V. Inequalities for fractional derivatives on the half-line. (English) Zbl 0428.26010 Approximation theory, Warszawa 1975, Banach Cent. Publ. 4, 19-34 (1979). MSC: 26D10 26A33
- Arestov, V. V. Uniform regularization of the problem of calculating the values of an operator. (English) Zbl 0421.47036 Math. Notes 22, 618—626 (1978). MSC: 47J25 47A99 65J05
- Arestov, V. V. Approximation of unbounded operators and related problems. (English) Zbl 0477.47006 The theory of the approximation of functions, Proc. Int. Conf. Collect. Artic. Kaluga 1975, 21-22 (1977). MSC: 47A30 41A65
- Arestov, V. V. Approximation of operators invariant with respect to a shift. (English) Zbl 0377.41025 Proc. Steklov Inst. Math. 138(1975), 45-74 (1977). MSC: 41A65 41A35 41A50
- Arestov, V. V. Approximation of linear operators and related extremal problems. (English) Zbl 0377.41021 Proc. Steklov Inst. Math. 138(1975), 31-44 (1977). MSC: 41A50
- Arestov, V. V. On some extremal problems for differentiable functions of one variable. (English) Zbl 0377.41020 Proc. Steklov Inst. Math. 138(1975), 1-29 (1977). MSC: 41A50 41A35
- Arestov, V. V. Über die gleichmäßige Regularisierung des Problems zur Berechnung der Werte eines Operators. (Russian) Zbl 0357.47017 Mat. Zametki 22, 231—244 (1977). MSC: 47A99 65J05
- Arestov, V. V. Die Approximation linearer Operatoren und verwandte Extremalprobleme. (Russian) Zbl 0331.41024 Tr. Mat. Inst. Steklova 138, 29-42 (1975). MSC: 41A65 41A35 47A99*
- Arestov, V. V. On the best approximation of the operators of differentiation and related questions. (English) Zbl 0325.41024 Approx. Theor., Proc. Conf. Poznan 1972, 1-9 (1975). MSC: 41A50 41A25 46E35 41A65
- Arestov, V. V. Die Approximation von verschiebungsinvarianten Operatoren. (Russian) Zbl 0315.41037 Tr. Mat. Inst. Steklova 138, 43-70 (1975). MSC: 41A65 41A35 41A50
- Arestov, V. V. Über gewisse Extremalprobleme für differenzierbare Funktionen einer Veränderlichen. (Russian) Zbl 0313.41008 Tr. Mat. Inst. Steklova 138, 3-28 (1975). MSC: 41A50 41A35
- Arestov, V. V. Approximation unbeschränkter Operatoren vermittels beschränkter Operatoren. (Russian) Zbl 0319.41021 Math. Balk. 4, 23-27 (1974). MSC: 41A35
- Arestov, V. V. Über exakte Ungleichungen zwischen den Normen von Funktionen und ihren Ableitungen. (Russian) Zbl 0261.26015 Acta Sci. Math. 33, 243—267 (1972). MSC: 26D10 47A30
- Arestov, V. V.; Gabushin, V. N. Approximation of classes of differentiable functions. (English) Zbl 0222.41012 Math. Notes 9, 63-67 (1971). MSC: 41A30
- Arestov, V. V.; Gabushin, V. N. Über die Approximation von Klassen differenzierbarer Funktionen. (Russian) Zbl 0216.39001 Mat. Zametki 9, 105—112 (1971). MSC: 41A30
- Arestov, V. V. On the best uniform approximation of differentiation operators. (English. Russian original) Zbl 0199.20602 Math. Notes 5, 167—173 (1969); translation from Mat. Zametki 5, 273—284 (1969).
- Arestov, V. V. On the best approximation of differentiation operators. (English. Russian original) Zbl 0168.12202 Math. Notes 1 (1967), 100—103 (1968); translation from Mat. Zametki 1, 149—154 (1967).

## Публикации
- A characterization of extremal elements in some linear problems; Vitalii V. Arestov; Ural Math. J., 3:2 (2017), 22-32;
- On the best approximation of the differentiation operator; Vitalii V. Arestov; Ural Math. J., 1:1 (2015), 20-29;
- Неравенство Бернштейна-Сеге для дробных производных тригонометрических полиномов; В. В. Арестов, П. Ю. Глазырина; Тр. ИММ УрО РАН, 20:1 (2014), 17-31;
- О приближении оператора дифференцирования в пространстве L2 на полуоси; В. В. Арестов, М. А. Филатова; Изв. вузов. Матем., 2013, № 5, 3-12;
- Неравенство Никольского для алгебраических многочленов на многомерной евклидовой сфере; В. В. Арестов, М. В. Дейкалова; Тр. ИММ УрО РАН, 19:2 (2013), 34-47;
- О приближении оператора дифференцирования линейными ограниченными операторами на классе дважды дифференцируемых функций в пространстве L2(0,∞); В. В. Арестов, М. А. Филатова; Тр. ИММ УрО РАН, 18:4 (2012), 35-50;
- Exposition of the lectures by S. B. Stechkin on approximation theory; V. V. Arestov, V. I. Berdyshev, N. I. Chernykh, T. V. Demina, N. N. Kholschevnikova, S. V. Konyagin, Yu. N. Subbotin, S. A. Telyakovskii, I. G. Tsar’kov, V. A. Yudin; Eurasian Math. J., 2:4 (2011), 5-155;
- Точные неравенства для тригонометрических полиномов относительно интегральных функционалов; В. В. Арестов; Тр. ИММ УрО РАН, 16:4 (2010), 38-53;
- Задача Турана для положительно определенных функций с носителем в шестиугольнике; В. В. Арестов, Е. Е. Бердышева; Тр. ИММ УрО РАН, 7:1 (2001), 21-29;
- Оценки максимального значения углового кодового расстояния для 24 и 25 точек на единичной сфере в R4; В. В. Арестов, А. Г. Бабенко; Матем. заметки, 68:4 (2000), 483—503;
- Наилучшее приближение одного класса функций многих переменных другим и родственные экстремальные задачи; В. В. Арестов; Матем. заметки, 64:3 (1998), 323—340;
- Одна экстремальная задача для алгебраических многочленов с нулевым средним значением на отрезке; В. В. Арестов, В. Ю. Раевская; Матем. заметки, 62:3 (1997), 332—342;
- О схеме Дельсарта оценки контактных чисел; В. В. Арестов, А. Г. Бабенко; Тр. МИАН, 219 (1997), 44-73;
- Приближение неограниченных операторов ограниченными и родственные экстремальные задачи; В. В. Арестов; УМН, 51:6(312) (1996), 89-124;
- Наилучшее приближение неограниченных операторов ограниченными; В. В. Арестов, В. Н. Габушин; Изв. вузов. Матем., 1995, № 11, 42-68;
- Неравенства Джексона на сфере в L2; В. В. Арестов, В. Ю. Попов; Изв. вузов. Матем., 1995, № 8, 13-20;
- Неравенство Сеге для производных сопряженного тригонометрического полинома в L0; В. В. Арестов; Матем. заметки, 56:6 (1994), 10-26;
- Об одном неравенстве Сеге для алгебраических многочленов; В. В. Арестов; Тр. ИММ УрО РАН, 2 (1992), 27-33;
- Об экстремальных свойствах неотрицательных тригонометрических полиномов; В. В. Арестов; Тр. ИММ УрО РАН, 1 (1992), 50-70;
- Наилучшее приближение неограниченных операторов, инвариантных относительно сдвига, линейными ограниченными операторами; В. В. Арестов; Тр. МИАН, 198 (1992), 3-20;
- Интегральные неравенства для алгебраических многочленов на единичной окружности; В. В. Арестов; Матем. заметки, 48:4 (1990), 7-18;
- Об одной экстремальной задаче для неотрицательных тригонометрических полиномов; В. В. Арестов, В. П. Кондратьев; Матем. заметки, 47:1 (1990), 15-28;
- Наилучшее восстановление операторов и родственные задачи; В. В. Арестов Тр. МИАН СССР, 189 (1989), 3-20;
- Наилучшее приближение неограниченных операторов ограниченными и родственные задачи; В. В. Арестов Матем. заметки, 40:2 (1986), 269—285;
- Приближение инвариантных операторов; В. В. Арестов; Матем. заметки, 34:1 (1983), 9-29;
- Об интегральных неравенствах для тригонометрических полиномов и их производных; В. В. Арестов; Изв. АН СССР. Сер. матем., 45:1 (1981), 3-22;
- О неравенстве разных метрик для тригонометрических полиномов; В. В. Арестов; Матем. заметки, 27:4 (1980), 539—547;
- Приближение операторов типа свертки линейными ограниченными операторами; В. В. Арестов; Тр. МИАН СССР, 145 (1980), 3-19;
- О равномерной регуляризации задачи вычисления значений оператора; В. В. Арестов; Матем. заметки, 22:2 (1977), 231—244;
- Приближение операторов, инвариантных относительно сдвига; В. В. Арестов; Тр. МИАН СССР, 138 (1975), 43-70;
- Приближение линейных операторов и родственные экстремальные задачи; В. В. Арестов; Тр. МИАН СССР, 138 (1975), 29-42;
- О некоторых экстремальных задачах для дифференцируемых функций одной переменной; В. В. Арестов; Тр. МИАН СССР, 138 (1975), 3-28;
- О приближении классов дифференцируемых функций; В. В. Арестов, В. Н. Габушин; Матем. заметки, 9:2 (1971), 105—112;
- О наилучшем равномерном приближении операторов дифференцирования; В. В. Арестов; Матем. заметки, 5:3 (1969), 273—284;
- О наилучшем приближении операторов дифференцирования; В. В. Арестов; Матем. заметки, 1:2 (1967), 149—154;
- The 42nd International S.B. Stechkin’s Workshop-Conference on function theory; Vitalii V. Arestov, Vitalii I. Berdyshev; Ural Math. J., 3:2 (2017), 3-5;
- Международная конференция «Алгоритмический анализ неустойчивых задач (ААНЗ-2011)»; А. Л. Агеев, В. В. Арестов, В. В. Васин; Тр. ИММ УрО РАН, 18:1 (2012), 329—333;
- Юрий Николаевич Субботин (к 70-летию со дня рождения); В. В. Арестов, В. И. Бердышев, О. В. Бесов, Н. Н. Красовский, С. М. Никольский, С. И. Новиков, Ю. С. Осипов, С. А. Теляковский, Н. И. Черных, В. Т. Шевалдин; УМН, 62:2(374) (2007), 187—190;
- С. Б. Стечкин и теория приближений; В. В. Арестов, В. И. Бердышев, Ю. Н. Субботин, Н. И. Черных; Тр. ИММ УрО РАН, 4 (1996), 3-16;